# Stenochlaena cumingii
Stenochlaena cumingii là một loài dương xỉ trong họ Blechnaceae. Loài này được Holttum mô tả khoa học đầu tiên năm 1971.
Danh pháp khoa học của loài này chưa được làm sáng tỏ. 